# David Watson (football, 2005)
Pour les articles homonymes, voir David Watson (homonymie).
David Watson, né le 12 février 2005 à Prestwick en Écosse, est un footballeur écossais qui évolue au poste de milieu central au Kilmarnock FC.

## Biographie

### En club
Né à Prestwick en Écosse, David Watson commence le football au Caledonian avant d'être formé par le Kilmarnock FC. Il joue son premier match en professionnel le 4 septembre 2021, lors d'une rencontre de Challenge Cup face au Falkirk FC. Il entre en jeu à la place de Liam Polworth (en) et son équipe s'impose par trois buts à un.
Il joue son premier match en Scottish Premiership, la première division écossaise, le 4 mars 2023 face au Glasgow Rangers. Il entre en jeu à la place d'Alan Power (en) et son équipe est battue par trois buts à un. Le 11 mai 2023, Watson prolonge son contrat avec son club formateur de deux saisons, soit jusqu'en juin 2025.
En mai 2024 il est élu SFWA young player of season de la saison 2023-2024, qui désigne le meilleur jeune joueur de la saison,..

### En sélection
David Watson joue son premier match avec l'équipe d'Écosse espoirs, le 3 juin 2024 contre la Turquie. Il est titularisé et son équipe est battue par deux buts à un.

## Distinctions personnelles
- SFWA young player of season en 2023-2024